# ISO 3166-2:KE
کد ISO 3166-2:KE بخشی از استاندارد ایزو ۳۱۶۶ برای کشور کنیا است که توسط سازمان بین‌المللی استانداردسازی ISO تنظیم شده‌است این سازمان، کدهای استاندارد را برای تقسیمات کشوری (ایالت‌ها یا استان‌های) کشورهای فهرست شده در استاندارد ایزو ۳۱۶۶-۱ تعریف می‌کند.
هر کد شامل دو بخش می‌گردد که توسط علامت - جدا می‌گردند.
- بخش نخست KE که در ایزو ۳۱۶۶-۱ آلفا-۲ کد کشور کنیا است.
- بخش دوم شامل یک یا دو یا سه حرف است که بیان‌کننده استان یا ایالت کشور کنیا می‌باشد.

## کدها
| کدها   | استان                          |
| ------ | ------------------------------ |
| KE-110 | Nairobi                        |
| KE-200 | Central Province (Kenya)       |
| KE-300 | استان ساحلی                    |
| KE-400 | Eastern Province (Kenya)       |
| KE-500 | North Eastern Province (Kenya) |
| KE-600 | استان نیانزا                   |
| KE-700 | Rift Valley Province           |
| KE-800 | Western Province (Kenya)       |